# 마하만 우스만
마하만 우스만(프랑스어: Mahamane Ousmane, 1950년 1월 20일~)은 니제르의 정치인이다. 1993년 4월 16일부터 1996년 1월 27일 군사 쿠데타로 물러날 때까지 니제르 최초의 민주적 대통령이자 네 번째 대통령이었다. 그는 퇴진 이후 선거 때마다 대선에 계속 출마해 왔으며, 1999년 12월부터 2009년 5월까지 국민의회를 지냈다. 2020년 4월부터 현재 야당인 민주공화당 창지(RDR 챈지)의 대표를 맡고 있다., 2018년 12월 16일, RDR 챈지는 우스만의 또 다른 정치적 수단인 MNRD 한쿠리와 동맹을 맺었다.

## 1993년 대통령 선거
1993년 2월 27일에 실시된 대통령 선거에서 CDS의 후보였던 우스만은 대통령 선거에 출마했다. 그는 26.59%의 득표율로 사회발전국민운동(MNSD)의 마마두 탄자에게 밀려 2위를 차지했지만, 3월 27일 열린 2차 투표에서 54.42%를 차지하면서 대통령직을 얻었다.

## 대통령직
우스만의 임기 후반기에는 우스만의 당을 포함한 AFC가 의회 과반수를 차지했다. 그러나 1993년 9월 우스만은 총리 권한을 축소하는 법령을 발표했고, 마하마두 이수푸의 사임과 함께 그의 정당인 민주사회회의(PNDS)가 집권 연립정권에서 탈퇴했다. 우스만은 CDS 동맹국인 술리 압두라예를 총리로 임명했지만, 의회는 압두라예에 대한 불신임안을 통과시켰다. 이에 따라 1995년 1월 새로운 의회 선거가 실시되었다. 이 선거들은 MNSD와 PNDS의 새로운 동맹과 우스만과 MNSD의 하마 아마두 총리가 이끄는 정부 사이의 강제적인 동거로 구성된 야당의 승리로 귀결되었다. 4월부터 우스만은 각료회의에 참석하는 것을 거부하였고, 7월에 아마두는 국유기업의 사장들을 교체하였다. 아마두는 또한 각료평의회와 관련하여 대통령직을 수행하려고 노력했다. 긴장이 계속 고조되었고, 우스만은 1년 후 의회를 해산하고 새 선거를 소집할 의사를 분명히 했다.
1996년 1월 27일, 이브라힘 바레 마이나사라는 군부 쿠데타로 정권을 잡았고, 혼란스러운 정치 상황을 정당화라고 지적했다. 우스만은 체포되어 5일 동안 군 막사에 감금되었다가 아마두와 이수푸와 마찬가지로 4월 24일까지 가택연금되었다. 2월, 아마두, 이수푸와 함께 우스만은 정치 시스템의 결함이 쿠데타의 원인이라는 견해를 표명하고 체제의 변화를 촉구하기 위해 텔레비전에 출연했다.

## 같이 보기
- 니제르의 역사